# Lamellisabella
Lamellisabella is een geslacht van borstelwormen uit de familie van de Siboglinidae.

## Soorten
- Lamellisabella coronata Southward, 1969
- Lamellisabella denticulata Southward, 1978
- Lamellisabella ivanovi Kirkegaard, 1956
- Lamellisabella johanssoni Ivanov, 1957
- Lamellisabella minuta Ivanov, 1963
- Lamellisabella pallida Southward, 1976
- Lamellisabella zachsi Ushakov, 1933